# David James Tholen
| 3124 Kansas          | 3 novembre 1981 |
| 11606 Almary         | 19 ottobre 1995 |
| 17045 Markert        | 22 marzo 1999   |
| 49036 Pelion         | 21 agosto 1998  |
| 72912 Fobarsti       | 18 luglio 2001  |
| 99942 Apophis        | 19 giugno 2004  |
| 164405 Fennell       | 24 ottobre 2005 |
| 164406 Akiyamatoshio | 24 ottobre 2005 |
| 198968 Sparke        | 24 ottobre 2005 |
| 198971 Whitacre      | 31 ottobre 2005 |

David James Tholen (1955) è un astronomo statunitense.
Ha conseguito il dottorato nel 1984 all'Università dell'Arizona e lavora all'Università delle Hawaii.
Il 24 maggio 1981 osservò fortuitamente Larissa, il non ancora noto satellite di Nettuno, occultare una stella non catalogata, riuscendo così a determinarne una stima delle dimensioni e dell'orbita.
Nel 1984 Tholen propose una classificazione tassonomica degli asteroidi in 14 classi, che è oggi comunemente adottata e che prende il suo nome.

## Scoperte
Il Minor Planet Center gli accredita la scoperta di cinquantanove asteroidi, effettuate tra il 1981 e il 2007, di cui dodici in collaborazione con altri astronomi: Fabrizio Bernardi, David Jewitt, Jane X. Luu, Chad Trujillo, Roy A. Tucker e Robert J. Whiteley.
Tra le scoperte più rilevanti vanno annoverati 99942 Apophis (precedentemente noto come 2004 MN4) che il 13 aprile 2029 transiterà all'interno del sistema Terra-Luna raggiungendo una magnitudine apparente pari a 3.
Tholen ha inoltre scoperto 1998 DK36, che potrebbe essere stato il primo asteroide Apohele ad essere osservato ma che attualmente risulta perso, e (164294) 2004 XZ130, che divenne l'asteroide numerato con il minor semiasse e afelio. Ha coscoperto le comete periodiche P/2015 T5 Sheppard-Tholen e P/2021 R9 Sheppard-Tholen.

## Riconoscimenti
Nel 1987 gli è stato dedicato l'asteroide 3255 Tholen  .
Nel 1990 gli è stato assegnato il premio Urey.